# Entodon piovani
Entodon piovani är en bladmossart som beskrevs av Bizot in Piovano och Tosco 1971. Entodon piovani ingår i släktet Entodon och familjen Entodontaceae. Inga underarter finns listade i Catalogue of Life.